# Coalición Jamaica

Bandera nacional de Jamaica.

La coalición Jamaica (en alemán: Jamaika-Koalition; también conocida como la alianza Jamaica, el semáforo jamaicano o Schwampeles un término en la política alemana que describe una coalición gobernante entre los partidos de la Unión Demócrata Cristiana/Unión Social Cristiana (CDU/CSU), el Partido Democrático Libre (FDP) y el Partido Verde.
El término se refiere a la coincidencia de los colores políticos de sus partidos, de los cuales el negro representa a los conservadores de CDU/CSU, el amarillo al liberal FDP y el verde al partido ecologista Die Grünen. Estos colores son también los de la bandera de Jamaica. Alude también al —desde un el punto de vista alemán— "exotismo" y rareza de tal alianza como lo es Jamaica para los propios europeos. 

## Historia
Después de las elecciones federales alemanas de 2005, una Coalición Jamaica se volvió matemáticamente posible y se discutió inicialmente. El FDP decidió que no formarían una coalición con el Partido Socialdemócrata (SPD), dejando a la Coalición Jamaica como una de las pocas opciones restantes, pero los Verdes rechazaron la propuesta de coalición. "¿De verdad pueden imaginarse a [los líderes de la CDU y la CSU] Angela Merkel y Edmund Stoiber sentados alrededor de la mesa con rastas?", preguntó Joschka Fischer, el líder de los Verdes en ese momento. "Este es más nuestro estilo. Es imposible. No lo veo así".En octubre de 2005, la CDU/CSU y el SPD formaron una gran coalición en su lugar.
En el ámbito estatal, los Verdes anunciaron en octubre de 2009 que apoyarían una coalición CDU/FDP en Sarre, formando así la primera coalición de gobierno estatal de Jamaica en Alemania. Esta decisión fue motivada en parte por el deseo de impedir un gobierno minoritario del SPD en Sarre que dependiera del apoyo de La Izquierda. La coalición de Sarre se derrumbó en enero de 2012.
Una coalición de Jamaica ocupó el poder en el estado de Schleswig-Holstein de 2017 a 2022. Después de las elecciones estatales de Schleswig-Holstein de 2017, el líder de la CDU, Daniel Günther, fue nombrado ministro presidente al formar una coalición con los Demócratas Libres liderados por Wolfgang Kubicki y los Verdes liderados por Monika Heinold. Después de las elecciones de 2022, el FDP fue eliminado de la coalición gobernante.

### 2017
En Alemania, tras las elecciones federales de 2017, se negoció sin éxito una Coalición Jamaica a nivel nacional.Después de que el SPD anunciara inicialmente su regreso a la oposición, se convirtió en la única coalición viable que no incluía a Alternativa para Alemania.Las conversaciones para formar una coalición fracasaron después de que el FDP se retirara de las conversaciones, alegando la incapacidad de llegar a un compromiso sobre la política migratoria y energética.

## Semáforo Negro
Otro apodo para esta coalición es el Semáforo Negro (en alemán: Schwarze Ampel o la palabra compuesta Schwampel). Este término alude a la clásica Coalición Semáforo, una alianza entre el SPD (rojo), el FDP (amarillo) y los Verdes, cuyos colores simbólicos coinciden con los colores de la mayoría de los semáforos alemanes. En un Semáforo Negro, el color negro de la CDU reemplazaría al rojo del SPD. Las clásicas Coaliciones Semáforo ya han gobernado a nivel estatal en Brandeburgo, Bremen y Renania-Palatinado. La primera aparición conocida de la forma abreviada Schwampel fue en el periódico Tageszeitung (edición de Bremen) el 4 de octubre de 1991.

## Uso del término en Bélgica
En la política belga, el término Coalición Jamaica se refiere a una coalición de demócratas cristianos (CD&V, cdH y CSP), liberales (Open Vld, MR y PFF) y verdes (Groen y Ecolo).El término ha sido adoptado de la política alemana, aunque los colores de los partidos belgas en cuestión (naranja, azul y verde, respectivamente) no se corresponden con los de la bandera jamaiquina. Aunque este tipo de coalición sigue siendo hipotética a nivel federal, regional o provincial, se ha formado en varios municipios, como en Holsbeek en 2018.